# Mimoclystia mermera
Mimoclystia mermera är en fjärilsart som beskrevs av Louis Beethoven Prout 1935. Mimoclystia mermera ingår i släktet Mimoclystia och familjen mätare. Inga underarter finns listade i Catalogue of Life.